# Башелье, Луи
Луи Жан-Батист Альфонс Башелье (фр. Louis Jean-Baptiste Alphonse Bachelier, 11 марта 1870 — 28 апреля 1946) — французский математик. Он считается первым человеком, которому удалось смоделировать броуновское движение, что стало частью его диссертации «Теория спекуляций» (Théorie de la spéculation), опубликованной в 1900 году.
Его диссертация, в которой обсуждается использование броуновского движения для расчёта цен опционов, стала исторически первой статьёй, использовавшей продвинутую математическую технику в теории финансов.

## Молодость
Башелье родился в Гавре. Его отец был торговцем вином и ученым-любителем, а также вице-консулом Венесуэлы в Гавре. Его мать была дочерью крупного банкира (который был, кроме того, поэтом). Оба родителя Луи умерли сразу после завершения им бакалаврского диплома, ускоренно законченного им для заботы за его сестрой и трёхлетним братом и для того чтобы взять на себя семейный бизнес. В течение этого времени Башелье получил практическое знакомство с финансовыми рынками. Его обучение затем было прервано военной службой. Башелье приехал в Париж в 1892 году для учёбы в Сорбонне, которую закончил практически идеально.

## Карьера
Спустя несколько лет после успешной защиты его диссертации Башелье продолжал развивать теорию диффузионных процессов, публиковался в престижных журналах. В 1909 году он стал «свободным профессором» в Сорбонне. В 1914 году он опубликовал книгу «Игры, Случай и Риск» (Le Jeu, la Chance, et le Hasard), которая была распродана тиражом более шести тысяч копий. При поддержке Совета Парижского Университет Башелье получил постоянное профессорское место в Сорбонне, но вмешалась Первая мировая война, и Башелье был призван во французскую армию в качестве рядового. После войны он нашёл место в университете Безансона, заменяя отсутствующего постоянного профессора. Когда профессор вернулся в 1922 году, Башелье заменил другого профессора в Дижоне. Затем он переместился в Рен в 1925 году.
Сложным этапом для Башелье стал отказ в принятии в 1926 году на место постоянного профессора в Дижоне в результате неверной интерпретации одной из статей Башелье профессором Полем Пьером Леви, который ничего не знал ни о работе Башелье, ни о самом Башелье. Позже Леви признал свою ошибку и помирился с Башелье.
В 1927 году Башелье был принят постоянным профессором в Университет Франш-Конте Безансона, где проработал 10 лет.
Примечательно, что работа Башелье, основанная на случайном блуждании, датирована раньше знаменитой работы Эйнштейна о броуновском движении на пять лет.